# NatureBox
NatureBox（英語: NatureBox）は、アメリカ合衆国にある菓子の定期販売サイト。健康に良い菓子に特化している。
現在は主にアメリカ国内向けに発送している。